# Paul Bogart
Paul Bogart (* 21. November 1919 in Harlem, New York City; † 15. April 2012 in Chapel Hill, North Carolina; eigentlich Paul Bogoff) war ein US-amerikanischer Filmregisseur.

## Leben
Paul Bogart wurde als Paul Bogoff 1919 in Harlem, einem Stadtteil von New York geboren. Er änderte seinen Namen später in Bogart, weil der amerikanischer klang. Nachdem er im Zweiten Weltkrieg in der US Army in der Air Force gedient hatte, begann er 1946 eine Karriere als Puppenspieler mit den Berkeley Marionettes. Danach wurde er Bühnenmanager und später Regisseur beim Fernsehsender National Broadcasting Company (NBC) mit Arbeiten für Live-Fernsehspiele für das Kraft Television Theatre und das Goodyear Playhouse.

## Werk
Von 1961 an führte Bogart für Episoden der Vater-Sohn-Gerichts-Serie The Defenders Regie, was ihm 1965 mit einem Emmy seinen ersten Fernsehpreis einbrachte.
Sein erster Kinofilm war 1966 eine Schwarzweiß-Verfilmung von Anton Tschechows Bühnenstück Drei Schwestern mit Geraldine Page, Kim Stanley und Sandy Dennis in den Hauptrollen. Es folgten zwei Spielfilme mit Bogarts Freund James Garner in der Hauptrolle, einmal als Privatdetektiv Marlowe in Der Dritte im Hinterhalt (1969) in einer modernen Version von Raymond Chandlers Roman Die kleine Schwester und einmal als Sklavenhändler neben Lou Gossett Jr. in Zwei Galgenvögel (1971), einem realistischen Western. 
1970 gab Bogart dem jungen Jeff Bridges seine erste Filmrolle in Halls of Anger. 1975 spielte Dean Martin unter seiner Regie in dem Spielfilm Was nützt dem toten Hund ein Beefsteak? einen Rechtsanwalt. Trotz insgesamt neun Kinofilmproduktionen als Regisseur blieb Bogart zeitlebens dem Fernsehen verbunden und arbeitete dort unter anderem bei den Fernsehserien All in the Family und Golden Girls.
Bogart gewann insgesamt fünf Emmys.

## Filmografie (Auswahl)
- 1968: Der Dritte im Hinterhalt (Marlowe)
- 1971: Zwei Galgenvögel (The Skin Game)
- 1972: Die Ferien des Mr. Bartlett (Cancel my Reservation)
- 1973: Eine College-Liebe (Class of '44)
- 1975: Was nützt dem toten Hund ein Beefsteak? (Mr Ricco)
- 1984: Oh Gott! Du Teufel (Oh, God! You Devil)
- 1986: Das Gespenst von Canterville (The Canterville Ghost) (Fernsehfilm)
- 1987: Anstiftung zum Mord (Nutcracker: Money, Madness and Murder) (Fernsehfilm)
- 1987: Eine Liebe in Hollywood (Tales from the Hollywood Hills: Natica Jackson)
- 1988: Das Kuckucksei (Torch Song Trilogy)
- 1992: Broadway Familie (Broadway Bound)
- 1994: … und Hoffnung auf Liebe (The Gift of Love) (Fernsehfilm)
- 1996: Verlorene Träume (The Heidi Chronicles)

## Auszeichnungen
Insgesamt gewann Bogart für sein Schaffen unter anderem fünf Emmys:
- 1965: Emmy für Regie bei The Defenders
- 1968: Emmy für Regie bei CBS Playhouse
- 1970: Emmy für Regie bei CBS Playhouse
- 1978: Emmy für Regie einer Folge von All in the Family
- 1986: Emmy für Golden Girls